# Russell V. Mack

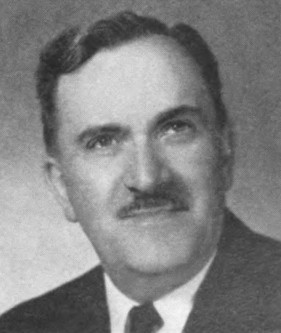
Russell V. Mack (1957)

Russell Vernon Mack (* 13. Juni 1891 in Hillman, Montmorency County, Michigan; † 28. März 1960 in Washington, D.C.) war ein US-amerikanischer Politiker. Zwischen 1947 und 1960 vertrat er den Bundesstaat Washington im US-Repräsentantenhaus.

## Leben
Bereits im Jahr 1895 zog Russell Mack mit seinen Eltern nach Aberdeen  im Staat Washington. Dort besuchte er die öffentlichen Schulen. In den Jahren 1913 und 1914 studierte er an der Stanford University in Kalifornien und danach bis 1915 an der University of Washington in Seattle. Danach begann er eine journalistische Laufbahn. Bereits im Jahr 1913 arbeitete er als Reporter für die Zeitung „Aberdeen Daily World“. Zwischen 1920 und 1934 war er deren Geschäftsführer. Während des Ersten Weltkrieges war Mack Korporal in einer Artillerieeinheit. Zwischen 1934 und 1950 war er Eigentümer und Herausgeber der Zeitung „Hoquiam Daily Washingtonian“.
Politisch war Mack Mitglied der Republikanischen Partei. Nach dem Tod des Abgeordneten Fred B. Norman im April 1947 wurde er bei der fälligen Nachwahl für das dritte Abgeordnetenmandat seines Staates als dessen Nachfolger in das US-Repräsentantenhaus in Washington D.C. gewählt. Dort nahm er ab dem 7. Juni 1947 seinen Sitz ein. Nachdem er bei den folgenden sechs regulären Kongresswahlen jeweils bestätigt wurde, konnte er bis zu seinem Tod am 28. März 1960 im Kongress verbleiben. In diese Zeit fielen der Koreakrieg und die Ereignisse der Bürgerrechtsbewegung der 1950er Jahre. 1951 wurde der 22. Verfassungszusatz im Kongress verabschiedet.
Russell Mack starb am 28. März 1960 im Kongressgebäude an plötzlichem Herzstillstand. Er wurde in Aberdeen beigesetzt. Nach einer Nachwahl fiel sein Mandat an Julia Butler Hansen von der Demokratischen Partei.